# Esporte Clube Pelotas

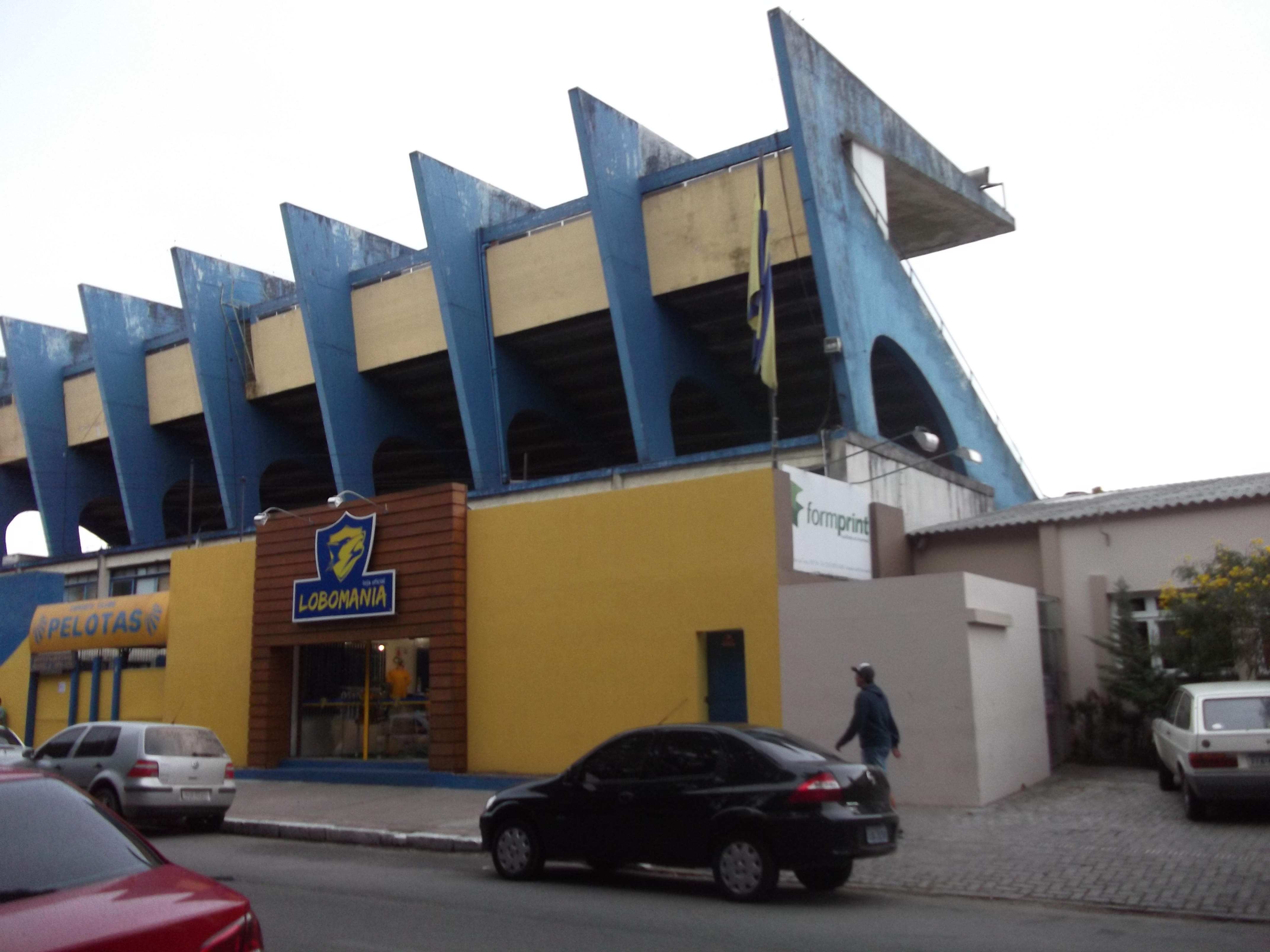
Stade de Boca do Lobo, où joue l'Esporte Clube Pelotas.

L'Esporte Clube Pelotas est un club de football brésilien de la ville de Pelotas, dans le Rio Grande do Sul aussi connu sous le nom de Lobão (grand loup) en référence à sa mascotte officielle. Le club a fêté ses 100 ans en 2008.
Le club joue ses matchs à domicile au Stade Boca do Lobo (la bouche du loup).

## Histoire
Le club est fondé le 11 octobre 1908.
Le premier grand fait du club est de battre le Sport Club Rio Grande, le club de football le plus vieux du Brésil, le 24 octobre 1909, alors qu'il n'avait jusqu'alors jamais perdu un match de son histoire en 9 ans d'existence.
En 1930, Pelotas remporte son seul et unique championnat de première division de l'État du Rio Grande do Sul, battant le Grêmio en finale.
Le record d'affluence au Stade Boca do Lobo est de 23336 spectateurs, lors d'un match nul 1-1 de l'EC Pelotas contre Grêmio le 17 janvier 2010.
Le club évolue en Série D brésilienne soit la quatrième division nationale et joue depuis 2010, le championnat de l'État du Rio Grande do Sul (appelé championnat Gaúcho), de première division à la suite de sa montée obtenue en 2009.

## Palmarès
- Championnat Gaúcho : 1911 (non officiel), 1930
- Vice-Champion du Gaúcho : 6 fois — 1932, 1939, 1945, 1951, 1956 et 1960
- Championnat Gaúcho : 2e division : 1983
- Vice-Champion Gaúcho : 2e division : 2009
- Championnat de l'intérieur : 8 fois — 1930, 1932, 1945, 1951, 1956, 1960, 1988 et 1992
- Vainqueur de la coupe Getulio Vargas - 1929
- Vainqueur du tournoi de la ville de Porto Alegre-RS - 1981
- Finaliste de la coupe internationale de la vile de Melo (Uruguay) - 1999
- Championnat citadin de Pelotas-RS : 22 fois — 1912, 1913, 1915, 1916, 1925, 1928, 1930, 1932, 1933, 1939, 1944, 1945, 1951, 1956, 1957, 1958, 1960, 1965, 1971, 1976, 1981 et 1996.

## Grands noms
- Alex Dias
- Michel Bastos